# Бин Дин (провинция)
Бин Дин (на виетнамски: Bình Định) е виетнамска провинция разположена в регион Нам Чунг Бо. На север граничи с провинция Куанг Нгай, на юг с Фу Йен, на запад с Жиа Лай, а на изток с Южнокитайско море. Населението е 1 529 000 жители (по приблизителна оценка за юли 2017 г.).

## История
Историята на провинция Бин Дин е тясно свързана със съдбата на кралство Тямпа, държава, чието основно население е бил народът тям, който е най-многочислената малцинствена общност на територията на провинцията. Кралството включвало по-голямата част от централен Виетнам и било в постоянна война с виетнамците живеещи на север от земите на Тямпа. След множество битки виетите успяват да принудят тямците да се изместят на юг. През 980 тямците напускат столицата на кралството си Му Сон и се преместват в град Виджая, който в наши дни е селището До Бан в провинция Бин Дин. През 1470 виетите завземат Виджая и слагат край на кралството Тямпа, а територията на провинция Бин Дин минава под виетнамски контрол. С времето виетнамските заселници изтласкват тямците все по на юг и се превръщат в доминиращата етническа група в Бин Дин. Народът тям е най-голямата малцинствена група в провинцията, но етническите виетнамци съставляват 95% от населението на Бин Дин.

## Административно деление
Провинция Бин Дин се състои от един самостоятелн град Куи Нхон и десет окръга:
- Ан Лао
- Ан Нхон
- Хоай Ан
- Хоай Нхон
- Фу Кат
- Фу Ми
- Туй Фуок
- Тай Сон
- Ван Кан
- Вин Тхан